# Pont Saint-Martin (pont)
Le pont Saint-Martin est un pont situé en France entre Saint-Christophe-sur-Guiers dans le département de l'Isère et Saint-Christophe-la-Grotte dans le département de la Savoie, en région Auvergne-Rhône-Alpes.
Il franchit le Guiers Vif.

## Géographie
Le pont Saint-Martin est accessible à pied comme en voiture, en empruntant la RD 48 jusqu'à Saint-Christophe-la-Grotte. Le franchissement du pont s'opère sur une seule voie entre le département de l'Isère et le département de la Savoie.

## Histoire
La date de construction du pont Saint-Martin n'est pas connue avec exactitude mais elle remonterait au XVe siècle.
Jusqu'en 1860 (année de rattachement de la Savoie à la France), le pont a servi d'ancien poste frontière entre le Royaume de France et les États de Savoie.
Au pied de la rampe de la voie sarde, suspendue au-dessus du Guiers Vif (frontière naturelle entre le duché de Savoie et le France), un pont permet le passage d'une rive à l'autre. Les vestiges des guérites des gardes, ainsi que les armoiries de Savoie et du Dauphiné sont visibles à proximité du pont.
Il est parfois appelé « pont romain ».

## Tourisme
Chaque année, 25 000 touristes visitent le village de Saint-Christophe-la-Grotte, notamment en raison de la présence des grottes des Échelles[réf. souhaitée].